# Гіпертонічний розчин
Гіпертоні́чний ро́зчин (лат. solutio hypertonica) — розчин, осмотичний тиск якого вищий за нормальний осмотичний тиск плазми крові або осмотичний тиск у рослинних чи тваринних клітинах і тканинах.
Залежно від функціональної, видової та екологічної специфіки клітин вони мають різний осмотичний тиск, тож розчин, який є гіпертонічним для одних клітин, може виявитися ізотонічним або навіть гіпотонічним для інших. Під час занурення рослинних клітин у гіпертонічний розчин він відсмоктує з клітин воду; клітини зменшуються в об'ємі, потім стиск припиняється і протоплазма відстає від клітинних стінок (див. Плазмоліз). Еритроцити крові людини й тварин у гіпертонічному розчині також втрачають воду і зменшуються в об'ємі. Гіпертонічні розчини в комбінації з гіпотонічними розчинами та ізотонічними розчинами застосовують для вимірювання осмотичного тиску в живих клітинах і тканинах.

## Застосування в медицині
Застосовується як зовнішньо, так і внутрішньо.
У медицині застосовуються 3—10 % водяні розчини хлориду натрію, 10—40 % водяні розчини глюкози й інші.
Зовнішньо:
- Під час лікування гнійних ран, хвороб верхніх дихальних шляхів. Завдяки осмотичному впливу розчин сприяє виділенню з рани гною, має також протимікробну дію. Спосіб застосування: 3-5-10 % розчин у вигляді компресів і примочок для лікування гнійних ран.

- Для ванн, обтирань, полоскань[1] (1-2 % розчин при захворюваннях верхніх дихальних шляхів).

Внутрішньо:
- Внутрішньовенно — за легеневих, шлункових, кишкових кровотеч, а також для посилення сечовиділення, перестальтики кишечника. Гіпертонічний розчин вводять у вену повільно (10-20 мол 10 % розчину).

- Для промивання шлунку призначають 2-5 % розчин усередину— за отруєння нітратом срібла, який при цьому перетворюється на нерозчинний і нетоксичний хлорид срібла.

- У вигляді клізми (75-100 мол 5 % розчину), щоб викликати дефекацію[2].